# Wyżnia Zbójnicka Szczerbina
Wyżnia Zbójnicka Szczerbina (słow. Veľká Zbojnícka štrbina) – przełączka w głównej grani Tatr w słowackich Tatrach Wysokich, położona w obrębie grupy Zbójnickich Turni. Oddziela od siebie Pośrednią Zbójnicką Turnię na południowym zachodzie i Wielką Zbójnicką Turnię na północnym wschodzie. Północno-zachodnie stoki opadają z przełęczy do Doliny Zadniej Jaworowej, zaś południowo-wschodnie na Strzeleckie Pola w Dolinie Staroleśnej.
Najłatwiejsza droga na przełęcz prowadzi od Zbójnickiej Ławki z obejściem Wielkiej Zbójnickiej Turni. Pierwszego wejścia na Niżnią Zbójnicką Szczerbinę dokonano 22 sierpnia 1908 roku, a autorami jego byli Mieczysław Świerz i Tadeusz Świerz.